# Chimarra devva
Chimarra devva is een schietmot uit de familie Philopotamidae. De soort komt voor in het Oriëntaals gebied.